# Parma Associazione Sportiva 1960-1961
Questa pagina raccoglie le informazioni riguardanti il Parma Associazione Sportiva nelle competizioni ufficiali della stagione 1960-1961.

## Stagione
Nella stagione 1960-1961 il Parma disputa il campionato di Serie B, un torneo a 20 squadre. Agli ordini dell'ex genoano Mario Genta è un Parma molto rinnovato quello che raccoglie 35 punti in classifica, salvandosi solo all'ultima giornata del torneo, quando i ducali si mettono al sicuro grazie al successo per (3-0) sull'Alessandria. Retrocedono in Serie C il Marzotto ed il Foggia, per la terza retrocessa si rende necessario uno spareggio tra Novara-Triestina (2-1) che condanna i giuliani. Salgono in Serie A il Venezia, l'Ozo Mantova ed il Palermo. Miglior marcatore di stagione dei crociati Giuseppe Calzolari autore di 13 reti. In Coppa Italia viene superato il primo turno eliminatorio battendo (2-1) il Simmenthal-Monza, poi eliminazione al secondo turno ad opera dell'Inter che si impone (1-3) al Tardini. A fine stagione tra giugno e luglio c'è l'esordio anche in una competizione internazionale (la Coppa delle Alpi) con un doppio successo sugli svizzeri del Bellinzona.

## Rosa
| N. |                   | Ruolo | Calciatore         |
| -- | ----------------- | ----- | ------------------ |
|    | Italia (bandiera) | D     | Giorgio Baldi      |
|    | Italia (bandiera) | C     | Giovanni Biagi     |
|    | Italia (bandiera) | A     | Vittorio Bissi     |
|    | Italia (bandiera) | C     | Giovanni Calegari  |
|    | Italia (bandiera) | A     | Giuseppe Calzolari |
|    | Italia (bandiera) | C     | Angelo Carrano     |
|    | Italia (bandiera) | D     | Ivo Cocconi        |
|    | Italia (bandiera) | C     | Aldo Giurini       |
|    | Italia (bandiera) | D     | Alfredo Lulich     |
|    | Italia (bandiera) | C     | Renato Luosi       |
|    | Italia (bandiera) | A     | Mario Moriggi      |

| N. |                   | Ruolo | Calciatore         |
| -- | ----------------- | ----- | ------------------ |
|    | Italia (bandiera) | C     | Olmes Neri         |
|    | Italia (bandiera) | D     | Angelo Panara      |
|    | Italia (bandiera) | C     | Maurizio Pellacini |
|    | Italia (bandiera) | D     | Ermes Polli        |
|    | Italia (bandiera) | C     | Michele Pozzi      |
|    | Italia (bandiera) | P     | Alberto Recchia    |
|    | Italia (bandiera) | C     | Vittorio Remondini |
|    | Italia (bandiera) | A     | Giampiero Salomoni |
|    | Italia (bandiera) | P     | Giuseppe Sagliani  |
|    | Italia (bandiera) | D     | Primo Sentimenti   |
|    | Italia (bandiera) | D     | Aldo Silvagna      |
|    | Italia (bandiera) | A     | Guido Macor        |

## Risultati

### Campionato

#### Girone di andata
| Arbitro: | Rebuffo (Milano) |

|                        |           |  |
| Calzolari 1’ Luosi 73’ | Marcatori |  |

| Arbitro: | Campanati (Milano) |

|           |           |              |
| Sardei 8’ | Marcatori | 76’ Salomoni |

| Arbitro: | Rancher (Roma) |

|                                 |           |  |
| Salomoni 63’ Calzolari 71’, 86’ | Marcatori |  |

| Arbitro: | Leita (Udine) |

|            |           |             |
| Pagani 60’ | Marcatori | 65’ Giurini |

| Arbitro: | rebuffo (Milano) |

|                                  |           |           |
| Pesaola 6’ Bean 39’ Frignani 79’ | Marcatori | 31’ Luosi |

| Arbitro: | Adami (Roma) |

|  |           |              |
|  | Marcatori | 36’ Morganti |

| Arbitro: | Cataldo (Reggio Calabria) |

|               |           |            |
| Calzolari 60’ | Marcatori | 76’ Nocera |

| Arbitro: | Righetti (Torino) |

|              |           |  |
| Ramusani 65’ | Marcatori |  |

| Arbitro: | Politano (Cuneo) |

|           |           |                           |
| Bissi 59’ | Marcatori | 32’ Fortunato 88’ Rebizzi |

| Arbitro: | Cirone (Palermo) |

|               |           |  |
| Governato 71’ | Marcatori |  |

| Arbitro: | Carminati (Milano) |

|           |           |  |
| Donino 9’ | Marcatori |  |

| Arbitro: | Angonese (Mestre) |

|                       |           |  |
| Calegari 7’, 14’, 40’ | Marcatori |  |

| Arbitro: | Genel (Trieste) |

|                               |           |               |
| Calzolari 12’ (rig.) Neri 62’ | Marcatori | 56’ Rumignani |

| Arbitro: | Angonese (Mestre) |

|                |           |                            |
| Ghersetich 36’ | Marcatori | 39’ Calzolari 87’ Calegari |

| Parma 1º gennaio 1961 15ª giornata | Parma             | 0 – 0 | Palermo | Stadio Ennio Tardini\| Arbitro: \| D'Agostini (Roma) \| |
| Arbitro:                           | D'Agostini (Roma) |       |         |                                                         |

| Arbitro: | De Robbio (Torre Annunziata) |

|             |           |              |
| Carrano 80’ | Marcatori | 75’ De Paoli |

| Arbitro: | Cataldo (Reggio Calabria) |

|              |           |  |
| Zavaglio 15’ | Marcatori |  |

| Parma 22 gennaio 1961 18ª giornata | Parma                   | 0 – 0 | Messina | Stadio Ennio Tardini\| Arbitro: \| Cotugno (Civitavecchia) \| |
| Arbitro:                           | Cotugno (Civitavecchia) |       |         |                                                               |

| Alessandria 29 gennaio 1961 19ª giornata | Alessandria      | 0 – 0 | Parma | Stadio Giuseppe Moccagatta\| Arbitro: \| Ferrari (Milano) \| |
| Arbitro:                                 | Ferrari (Milano) |       |       |                                                              |

#### Girone di ritorno
| Arbitro: | Gazzano (Genova) |

|             |           |              |
| Grabesu 28’ | Marcatori | 72’ Calegari |

| Arbitro: | Righi (Milano) |

|  |           |           |
|  | Marcatori | 59’ Volpi |

| Arbitro: | Sebastio (Taranto) |

|  |           |                                |
|  | Marcatori | 67’ (aut.) Carta 90’ Calzolari |

| Parma 26 febbraio 1961 23ª giornata | Parma             | 0 – 0 | Pro Patria | Stadio Ennio Tardini\| Arbitro: \| D'Agostini (Roma) \| |
| Arbitro:                            | D'Agostini (Roma) |       |            |                                                         |

| Parma 5 marzo 1961 24ª giornata | Parma           | 0 – 0 | Genoa | Stadio Ennio Tardini\| Arbitro: \| Rigato (Mestre) \| |
| Arbitro:                        | Rigato (Mestre) |       |       |                                                       |

| Arbitro: | Sbardella (Roma) |

|                        |           |          |
| Tarabbia 3’ Simoni 21’ | Marcatori | 90’ Neri |

| Arbitro: | Parisi (Messina) |

|            |           |                                |
| Nocera 57’ | Marcatori | 32’ Neri 73’ (aut.) Diamantini |

| Arbitro: | Marchese (Napoli) |

|               |           |  |
| Calzolari 57’ | Marcatori |  |

| Arbitro: | Sebastio (Taranto) |

|                |           |  |
| Secchi 4’, 38’ | Marcatori |  |

| Arbitro: | De Robbio (Torre Annunziata) |

|                                      |           |                      |
| Calzolari 14’ (rig.) 48’ Moriggi 65’ | Marcatori | 4’, 34’ Stefanini II |

| Arbitro: | Rancher (Roma) |

|               |           |  |
| Calzolari 83’ | Marcatori |  |

| Arbitro: | Angonese (Mestre) |

|                         |           |                    |
| Turra 17’ Marchetto 89’ | Marcatori | 74’ (aut.) Venturi |

| Arbitro: | D'Agostini (Parma) |

|                          |           |  |
| Novali 18’ Campanini 49’ | Marcatori |  |

| Arbitro: | Cirone (Palermo) |

|               |           |  |
| Calzolari 34’ | Marcatori |  |

| Arbitro: | Righetti (Torino) |

|                              |           |  |
| Alicata 52’ Fantini 53’, 73’ | Marcatori |  |

| Arbitro: | Grignani (Milano) |

|                 |           |             |
| Santon 35’, 90’ | Marcatori | 78’ Moriggi |

| Arbitro: | Campanati (Milano) |

|  |           |              |
|  | Marcatori | 39’ Zavaglio |

| Arbitro: | De Marchi (Pordenone) |

|               |           |               |
| Fraschini 49’ | Marcatori | 56’ Remondini |

| Arbitro: | Gambarotta (Genova) |

|                                       |           |  |
| Remondini 38’ Calzolari 48’ Biagi 89’ | Marcatori |  |

### Coppa Italia
| Arbitro: | Angonese (Mestre) |

|                                 |           |             |
| Lulich 44’ (rig.) Calzolari 86’ | Marcatori | 71’ Regalia |

| Arbitro: | De Marchi (Pordenone) |

|             |           |                                |
| Giurini 87’ | Marcatori | 11’ Angelillo 24’, 67’ Firmani |

### Coppa delle Alpi
| Arbitro: | Angonese |

|             |           |                          |
| Ruggeri 47’ | Marcatori | 57’ Giurini 83’ Calegari |

| Arbitro: | Baumberger |

|                                    |           |                |
| Spanio 29’ Anghileri 48’ Bissi 60’ | Marcatori | 19’ Pedrazzoli |

## Statistiche

### Statistiche di squadra
| Competizione | Punti | In casa | In casa | In casa | In casa | In casa | In casa | In trasferta | In trasferta | In trasferta | In trasferta | In trasferta | In trasferta | Totale | Totale | Totale | Totale | Totale | Totale | DR |
| Competizione | Punti | G       | V       | N       | P       | Gf      | Gs      | G            | V            | N            | P            | Gf           | Gs           | G      | V      | N      | P      | Gf     | Gs     | DR |
| ------------ | ----- | ------- | ------- | ------- | ------- | ------- | ------- | ------------ | ------------ | ------------ | ------------ | ------------ | ------------ | ------ | ------ | ------ | ------ | ------ | ------ | -- |
| Serie B      | 35    | 19      | 9       | 6       | 4       | 22      | 10      | 19           | 3            | 5            | 11           | 14           | 26           | 38     | 12     | 11     | 15     | 36     | 36     | 0  |
| Coppa Italia |       | 2       | 1       | 0       | 1       | 3       | 4       | 0            | 0            | 0            | 0            | 0            | 0            | 2      | 1      | 0      | 1      | 3      | 4      | -1 |
| Totale       |       | 21      | 10      | 6       | 5       | 25      | 14      | 19           | 3            | 5            | 11           | 14           | 26           | 40     | 13     | 11     | 16     | 39     | 40     | -1 |

### Statistiche dei giocatori
| Giocatore     | Serie B  | Serie B | Coppa Italia | Coppa Italia | Totale   | Totale |
| Giocatore     | Presenze | Reti    | Presenze     | Reti         | Presenze | Reti   |
| ------------- | -------- | ------- | ------------ | ------------ | -------- | ------ |
| G. Baldi      | 6        | 0       | -            | -            | 6        | 0      |
| G. Biagi      | 5        | 1       | 1            | 0            | 6        | 1      |
| V. Bissi      | 6        | 1       | -            | -            | 6        | 1      |
| G. Calegari   | 25       | 5       | -            | -            | 25       | 5      |
| G. Calzolari  | 36       | 13      | 2            | 1            | 38       | 14     |
| A. Carrano    | 38       | 1       | 2            | 0            | 40       | 1      |
| I. Cocconi    | 5        | 0       | 1            | 0            | 6        | 0      |
| A. Giurini    | 10       | 1       | 2            | 1            | 12       | 2      |
| A. Lulich     | 16       | 0       | 2            | 1            | 18       | 1      |
| R. Luosi      | 26       | 2       | 1            | 0            | 27       | 2      |
| M. Moriggi    | 18       | 2       | 1            | 0            | 19       | 2      |
| O. Neri       | 36       | 3       | 2            | 0            | 38       | 3      |
| A. Panara     | 36       | 0       | 1            | 0            | 37       | 0      |
| M. Pellacini  | 2        | 0       | -            | -            | 2        | 0      |
| E. Polli      | 23       | 0       | 2            | 0            | 25       | 0      |
| M. Pozzi      | 8        | 0       | -            | -            | 8        | 0      |
| A. Recchia    | 38       | -36     | 2            | -4           | 40       | -40    |
| V. Remondini  | 9        | 2       | -            | -            | 9        | 2      |
| G. Salomoni   | 15       | 2       | 1            | 0            | 16       | 2      |
| P. Sentimenti | 32       | 0       | 2            | 0            | 34       | 0      |
| A. Silvagna   | 28       | 0       | -            | -            | 28       | 0      |